# 大山马先蒿
大山马先蒿（学名：Pedicularis tachanensis）为列当科马先蒿属的植物，为中国的特有植物。分布于中国大陆的云南等地，生长于海拔2,200米的地区，一般生长在沼泽地中，目前尚未由人工引种栽培。